# زيوة (بالغلو)
زیوة (بالفارسية: زیوه) هي منطقة سكنية تقع في إيران في قسم بالغلو الريفي.